# Два медведя
Парк «Два медведя» (Парк по Керченской улице, Сквер на пересечении ул. Болотниковской и ул. Керченской) — парк в районе Зюзино Юго-Западного административного округа Москвы.
Существует с 1969 года — сначала как сквер, потом как парк. Общая площадь благоустроенных территорий составляет 3,2 га.
В парке есть большая прогулочная зона с зелеными насаждениями, спортивная коробка (летом в ней играют в футбол, а зимой ее заливают под каток), специальная зона для катания на скейтбордах, а также спортивные площадки для детей и взрослых.
В парке проводятся спортивные и культурно-массовые мероприятия, приуроченные к знаменательным событиям, памятным датам, российским и международным праздникам.
Местные жители очень любят парк «Два медведя»; для пожилых людей и семей с маленькими детьми — это единственный парк в шаговой доступности.

## Местоположение
Парк расположен на пересечении улиц Болотниковской и Керченской, в квартале 14Б. Парк является популярным местом отдыха для жителей близлежащих кварталов. Часть территории парка расположена под воздушной высоковольтной ЛЭП, что является предметом критики парка. С южной стороны парка размещаются автостоянки и гаражи (Керченская, вл.6).
Ближайшие станции метро — «Каховская», «Зюзино», «Нахимовский проспект» и «Севастопольская».

## История
На месте парка до 1969 года был большой овраг (Волконский овраг), где протекал ручей, впадавший в речку Котловку, и было несколько прудов. Вдоль этого оврага располагалось село Зюзино, а на широких склонах оврага — сады и огороды сельских жителей. Последние сельские дома были снесены в 1964 году.
К 1969 году Волконский овраг засыпали строительным мусором, ручей спрятали в трубу, из которой он вытекает непосредственно в русло речки Котловки. По насыпи, пересекавшей овраг, соединили начало и конец Болотниковской улицы. На образовавшемся пустыре южнее Болотниковской улицы заложили сквер.
ЛЭП, проходящая сейчас по части парка, была построена для подачи электроэнергии на номерной завод (позже обозначенный как НИИАП), который в 1963 году появился вдоль дороги на деревню Деревлёво. При проектировании ЛЭП ее вышки расположили вдоль новых строящихся кварталов — по краю левого овражного берега.
Сквер на месте засыпанного Волконского оврага, с южной стороны Болотниковской, самостоятельного названия не имел; был известен как Сквер на пересечении ул. Болотниковской и ул. Керченской.
В 1999 году Постановлением Правительства Москвы от 19.01.1999 № 38 парк был внесен в перечень территорий Природного комплекса Москвы (ПК № 51 Юго-Западного административного округа города Москвы «Парк по Керченской ул., кв. 14б Зюзино»).
В 2013 году обветшавший Парк по Керченской улице был приведён в порядок и обустроен в рамках проекта благоустройства зеленых территорий шаговой доступности «Народный парк»,
предусмотренного государственной программой города Москвы «Развитие индустрии отдыха и туризма на 2012—2016 годы».
В парке были проведены работы по прокладке дорожек, установке освещения, лавочек, детской площадки, тренажёров для занятий воркаутом и созданию специальной зоны для катания на скейтбордах. В прилегающих к народному парку дворах также проведены работы по благоустройству, обновлены детские площадки, установлены лавочки, фонтаны и цветочные клумбы. На фасады жилых домов и технических сооружений во дворах нанесены граффити морской тематики.
13 августа 2013 года парк с осмотром посетили врио мэра Москвы Сергей Собянин
и и. о. заместителя мэра Москвы по вопросам жилищно-коммунального хозяйства и благоустройства Пётр Бирюков.
На входе в парк со стороны перекрёстка установили деревянные фигуры двух медведей, что дало «народному парку» народное название — Парк «Два медведя».

## Инфраструктура

### Парковая инфраструктура
В парке находится благоустроенная прогулочная зона с мощеными дорожками и скамейками для тихого отдыха. Вдоль всех дорожек стоят фонари, в темное время суток дорожки парка хорошо освещаются.
В парке растет большое количество здоровых гиппоаллергенных деревьев: каштановая роща, клены, липы, груши, яблони, хвойные деревья — ели и лиственницы, а также многочисленные кустарники. В летний период в парке высаживаются цветочные клумбы.

### Спортивная инфраструктура
В парке размещена обширная спортивная зона, отвечающая всем современным требованиям: 
- Спортивная коробка (60 м на 30 м) — с крытыми трибунами для спортсменов и для зрителей; летом здесь играют в футбол, а зимой играют в хоккей и катаются на коньках; в темное время суток поле ярко освещается фонарями, установленными по краям спортивной коробки.
- Специальная зона для катания на скейтбордах (длиной 85 м) — с горкой.
- Спортивная площадка для взрослых (13 м на 9 м) — с гимнастическим комплексом и тренажёрами.
- Спортивная площадка для детей (17 м на 9 м) — с гимнастическим комплексом и зоной для активных игр (баскетбол).

На спортивных площадках для детей и взрослых проводят занятия тренеры Спортивно-досугового центра «Ратмир» (ГБУ СДЦ «Ратмир»); в частности, в парке работают следующие спортивные секции:
- Гиревой спорт,
- Мас-рестлинг,
- Общая физическая подготовка,
- Футбол,
- Хоккей с шайбой.

Любителям бега и скандинавской ходьбы доступен кольцевой маршрут по периметру парка протяженностью около 600 м.

### Парковка
Бесплатная парковка для посетителей на 20 машиномест расположена недалеко от входа в парк, по Керченской улице.

## Угроза уничтожения парка
17 апреля 2020 года на сайте «Активного гражданина» были опубликованы Проект планировки территории кв. 36, 37, 38 района Зюзино и Проект внесения изменений в правила землепользования и застройки территории кварталов 36, 37, 38 района Зюзино в рамках программы реновации, предусматривающие уничтожение Парка «Два медведя» и строительство на месте парка и сносимых гаражей 7 высотных жилых домов (высотностью 11-24 этажа).
В Проекте планировки территории явно указано, что объект ПК № 51 Юго-Западного административного округа города Москвы «Парк по Керченской ул., кв. 14б Зюзино» планируется исключить из Перечня территорий природного комплекса г. Москвы. При этом согласно экспозиции проекта можно предположить, что парка в этом месте вообще нет.
В социальных сетях и СМИ появились публикации с призывами защитить и спасти парк.
2 мая 2020 года на портале Change.org появилось обращение к мэру Москвы с просьбой сохранить и расширить парк «Два медведя» за счёт планируемых к сносу гаражей, расположенных под ЛЭП. Жители района Зюзино также начали кампанию по сбору подписей под письмом в Москомархитектуру против уничтожения парка «Два медведя».
20 мая 2020 года активными жителями района 14б был создан сайт в поддержку парка — «Спаси парк „2 медведя”».

## Как добраться
- От станции метро Каховская или Севастопольская: пешком — 13 минут (1.1 км); на автобусах № 57 и № 710 или маршрутными такси № 457 — 5 минут (до остановки «Болотниковская улица, 35», 4-я остановка).
- От станции метро Нахимовский проспект: пешком — 15 минут (1.2 км).